# Laser Inc
Laser Inc är en svensk musikgrupp bestående av DJ:en Raaban och sångaren Jonas Thörn. 
Gruppen blev känd våren 2007 genom låten "Det var en gång en fågel". Låten blev en hit i Sverige och Finland sommaren 2007, och nådde som högst sjätte plats under en vecka av 15 veckor på Sverigetopplistan och elfte plats under totalt två veckor på topplistan i Finland. Låten kom också in på Digilistan och hade 5 augusti klättrat upp till tionde plats. På Digilistans årslista 2007 placerade sig låten på plats 57.
Gruppen gjorde ett av sina första framträdanden på Dreamhack Summer 2007.

## Historia
Gruppen skapades sommaren 2007 då Jonas Thörn och Emir Marusic startade bandet Laser och släppte en demoversion av låten "Det var en gång en liten fågel". Raaban och IZKO (Ismail Sadik) anslöt sig till gruppen och man bytte namn till Laser Inc. Låten blev populär på radiostationer och på olika discon. Emir Marusic och IZKO hoppade senare av bandet för att fortsätta med andra projekt.
I april 2023 återförenades gruppen efter att ha upplösts 2010. En månad senare släpptes även singeln "FÅGEL ROGER", en remixad version av Det var en gång en fågel från 2007.

## Diskografi

### Album
- 2009 - Roger That!

Källa: allmusic.com

### Singlar
- 2007 - Det var en gång en fågel (Roger That!)
- 2008 - När man var liten (Roger That!)
- 2023 - FÅGEL ROGER
- 2023 - ÖSA

Källa: allmusic.com, spotify.com